# A de barca
A de barca és una obra ideada per l'artista barceloní Joan Brossa i realitzada el 1996 per l'escultor sabadellenc Antoni Marquès. Està situada al parc de Catalunya de Sabadell, al Vallès Occidental. Es tracta d'un veler amb una gran lletra "A" majúscula en forma de vela de vaixell. L'obra representa la literatura guiant el curs de la vida. Està realitzada en bronze, zinc, estany i alumini. Té una alçada de 7,20 metres, 1,47 metres d'amplada i 4,34 metres d'eslora de la barca. A banda de l'escultura A de barca, al parc de Catalunya també hi ha l'Arbre de ferro, d'Antoni Marquès, i L'home de bronze, dedicada a Antoni Farrés i Sabater, alcalde de Sabadell entre els anys 1979 i 1999, obra d'Agustí Puig.

## Galeria d'imatges

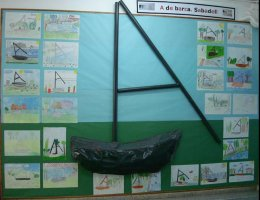
Mural fet pels alumnes de cicle mitja de l'escola Roureda de Sabadell. (2008)
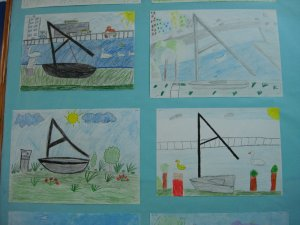
Barques dibuixades pels alumnes de cicle mitjà de l'escola Roureda de Sabadell. (2008)